# 藍島

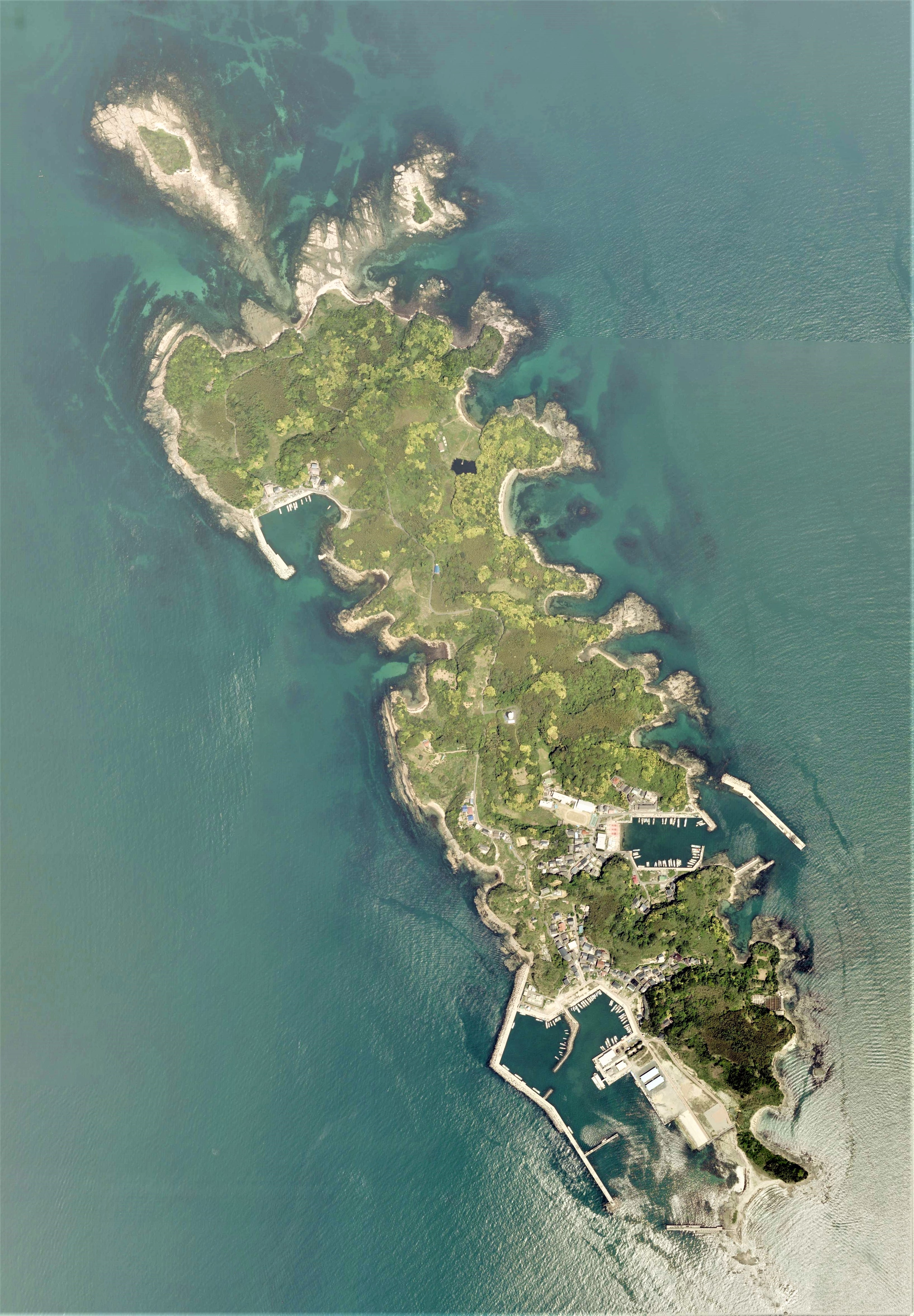
藍島の空中写真。
2009年4月30日撮影の4枚を合成作成。。

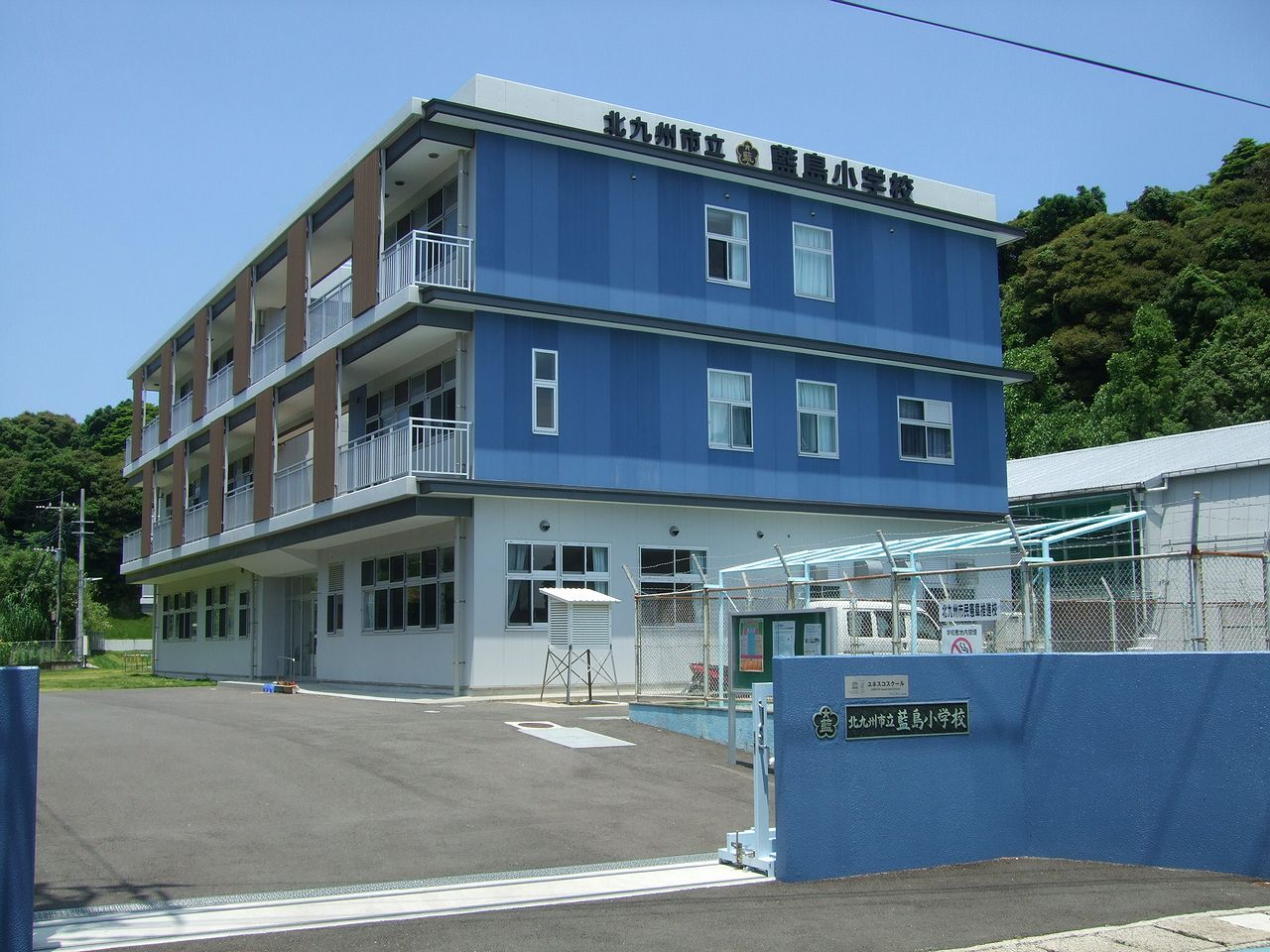
藍島小学校

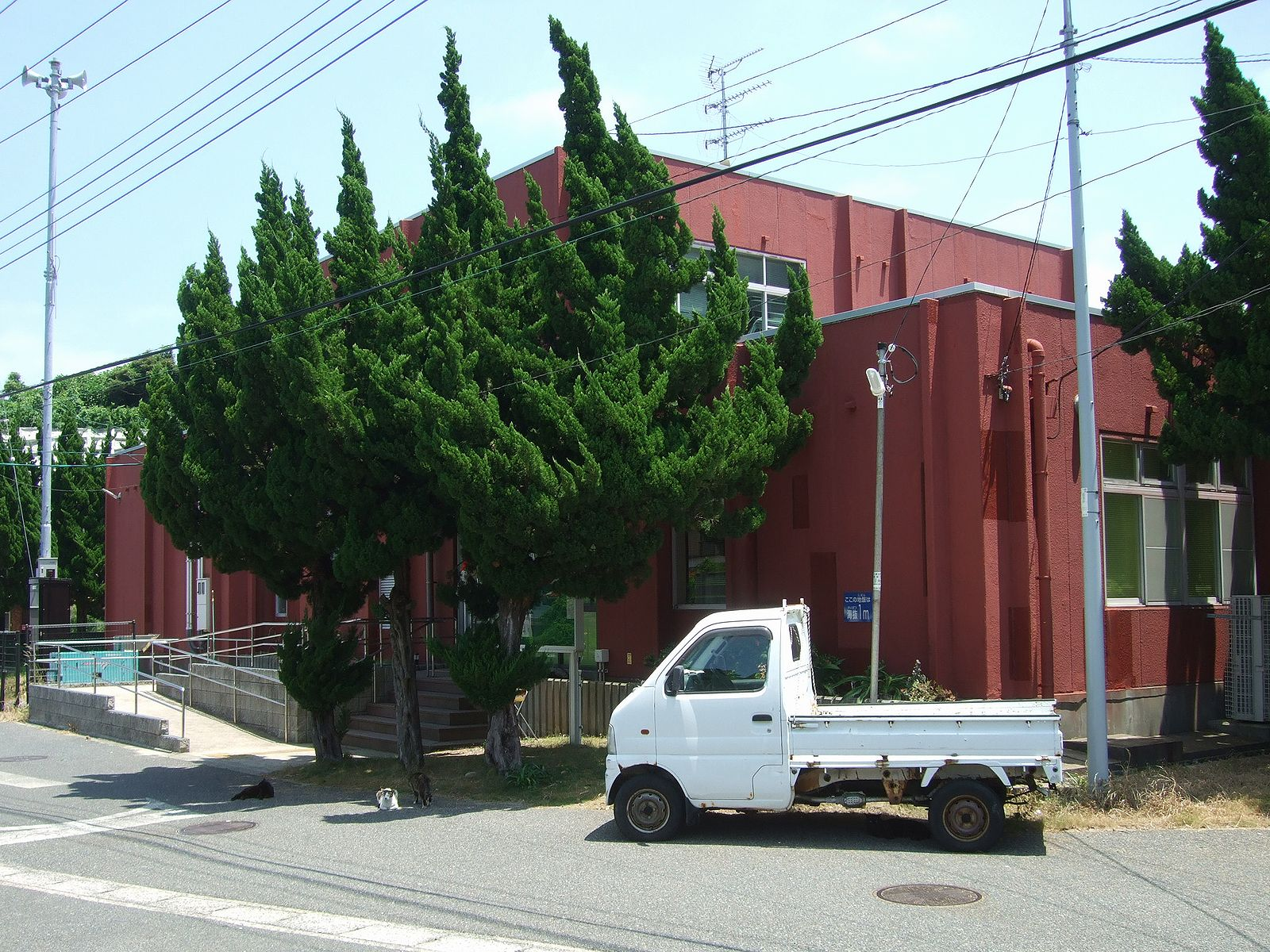
藍島市民サブセンター。駐車している軽トラックの左側の木の下に猫が3匹いるのがわかる。

藍島（あいのしま）は、福岡県北九州市小倉北区に属する響灘にある島。筑前諸島地域として離島振興法の離島振興対策実施地域となっている。島の面積は約0.68km2である。
また、地名（行政区画）としての「藍島」は福岡県北九州市小倉北区の大字となっており、全島がこれに該当する。郵便番号は802-0091。

## 概要
北九州市の中心部近くの小倉北区浅野より北西約12km、若松区の響灘埋立地の海岸部から北に約5kmの場所に位置する。北北西から南南東に伸びる細長い形をしており、海岸段丘の発達する比較的平坦な島である。約4km南東にある馬島とは渡船で行き来が可能。
人口は188人、世帯数は82世帯（令和2年国勢調査）。釣り客に人気があり、夏には海水浴客も多く訪れる。多くの地域猫が棲む「猫の島」としても知られ、動物写真家の岩合光昭も島の猫を撮影する為に訪れている。また、島の周辺海域にはスナメリやウミガメ（アカウミガメ）も分布しており、試験的なイルカウォッチングが行われていた時期も存在する。
漁業が中心で、主に鯛・アワビ・ウニ・サザエが漁獲される。島の北西部に寄瀬浦漁港、南西部に本村漁港、中央部の東側に大泊漁港がある。本村漁港と馬島および本土の浅野を結ぶ定期船が運航されている。
福岡県糟屋郡新宮町にある相島は藍島と同じく福岡県にあり、島名の読みも同一で、猫が多いことでも共通するが、別の島である。

## 歴史
日本書紀の仲哀紀に「阿閇島」として登場している。隣接する無人島の貝島からは6世紀のものとみられる古墳群が発見される等歴史の古い島である。
1705年（宝永2年）から1723年（享保8年）、響灘に密貿易の船が出没したため、小倉藩が遠見番所を建てた。その際に使用された旗柱台（1721年（享保6年）設置）は県指定文化財である。

## 各種施設および学校
- 民宿が数軒ある。
- 医療機関として北九州市立藍島診療所がある。
- 学校は小学校1校（北九州市立藍島小学校）がある。中学校はなく、本土側の北九州市立菊陵中学校に渡船で通うか、島を離れ北九州市立城南中学校が設置している「ひびき寮」に入寮して同校に入校するか選択する[6]。

北九州市発足後暫くの時期までは、菊陵中が馬島とともに分校を設けていたが、生徒数減少で1966年度を最後に廃止された。1968年、城南中に「ひびき寮」が設置され、藍島の小学生は卒業すると島を離れ、この「ひびき寮」に入って城南中に通うこととなった。その後、藍島渡船の船舶改良・ダイヤの工夫により、菊陵中への通学も可能となった。なお、城南中では、現在ひびき寮に入寮している離島の生徒は藍島・馬島の生徒のみとしている（城南中のホームページを参照）。ただいずれにしろ、中学卒業後に高校や高専に進学の場合は、島を離れることを余儀なくされる。浅野渡船乗り場基準で、7:45以前に島から九州本島へ通う船の手段、17:30以降九州本島から島へ戻る船の手段が無いことが、学校生活（特に「0時限」と呼ばれる早朝補習など）、部活動や塾・予備校に通う場合の支障となるためである。同様の理由で、中学で部活動に入る場合も、活動内容によっては渡船通学が困難となるため、その場合は寮生活しか選択肢が無い。

## 交通
- 市営渡船小倉航路（北九州市渡船事業所）：小倉渡場（北九州市小倉北区浅野） - 馬島 - 藍島
  - 1日3往復（夏季の土・日・祝日は4往復、年始は2往復）。馬島経由で約35分、片道600円。

島内にバス路線やタクシーはない。

## 史跡・イベント
- 藍島遠見番所旗柱台（県指定文化財）
- 藍島盆踊り（8月、市指定無形民俗文化財）